# Paradise Kiss
Paradise Kiss (Ｐａｒａｄｉｓｅ Ｋｉｓｓ ―パラダイス・キス―?, Paradaisu Kisu) è un manga josei scritto e disegnato da Ai Yazawa, pubblicato in Giappone sulla rivista Zipper di Shodensha dal maggio 1999 al maggio 2003. In Italia è stato pubblicato da Planet Manga (Panini Comics) dall'aprile 2001 al febbraio 2004. È lo spin-off di Cortili del cuore, ambientato vent'anni dopo e alcuni personaggi fanno delle apparizioni cameo all'interno dell'opera, tra le altre Mikako, Tsutomu e l'alieno scintillante Seiji.
Dal manga è stato tratto un anime di 12 episodi, prodotto da Madhouse e andato in onda in Giappone su Fuji TV tra l'ottobre e il dicembre 2005; in Italia, edito da Panini Video, è stato trasmesso su Cartoon Network dal giugno al luglio 2008.
Nel 2011 ne è stato tratto un film live action dallo stesso titolo.

## Trama
Mikako Koda e Tsutomu Yamaguchi si sono sposati ed hanno avuto una bambina, mentre Miwako Sakurada (櫻田 実和子?, Sakurada Mikako) - sorella minore di Mikako nonostante il diverso cognome - si è iscritta allo Yaza, sperando di seguire le orme di Mikako (divenuta un'affermata disegnatrice di abiti per giovani e giovanissimi). Tuttavia, la storia è incentrata principalmente su Yukari Hayasaka (早坂 紫?, Hayasaka Yukari), una ragazza che frequenta svogliatamente l'ultimo anno di una scuola superiore molto prestigiosa e che è segretamente innamorata di un suo compagno di classe, Hiroyuki Tokumori (徳森 浩行?, Tokumori Hiroyuki). La sua vita viene sconvolta in maniera radicale quando viene fermata da Arashi Nagase (永瀬嵐?, Nagase Arashi), un ragazzo che studia all'istituto superiore d'arte Yaza che le chiede di fare da modella per una sfilata scolastica. La ragazza, inizialmente spaventata, cerca di fuggire ma viene fermata da Isabella (Daisuke Yamamoto (山本 大助?, Yamamoto Daisuke)), un'elegante ragazza transessuale. Yukari sviene e, quando si risveglia, si ritrova nell'atelier Parakiss dove conosce anche Jōji (a volte soprannominato George) e Miwako.
Inizialmente Yukari li tratta con freddezza e diffidenza. La gentilezza e la determinazione dei ragazzi ed il fascino del carismatico leader del gruppo, Joji Koizumi (小泉 譲二?, Koizumi Jōji), la portano ad accettare l'offerta. Yukari stringe così una profonda amicizia con tutti componenti del gruppo: Miwako Sakurada, Arashi Nagase (il fidanzato di Miwako), George ed Isabella; quest'ultima diventa persino la sua confidente.
La protagonista si innamora di Joji Koizumi, con il quale vive un'intensa quanto turbolenta storia d'amore. L'incontro con i ragazzi svela a Yukari (soprannominata Caroline da Miwako) un nuovo mondo e la spinge a mettere in discussione il suo modo di vivere, totalmente privo di emozioni. Yukari cerca di rendere partecipe la madre dei suoi progetti per la sfilata scolastica ma, quando la madre oppone un secco rifiuto, decide di scappare di casa. Yukari rientra presto in famiglia, tuttavia, il breve periodo passato fuori casa la spinge ancora di più tra le braccia di Joji e, al tempo stesso, riesce anche a chiarirle i dubbi sul suo futuro. Yukari non vuole continuare a studiare dopo il diploma e vorrebbe potersi dedicare alla carriera di modella. Nel frattempo Hiroyuki si preoccupa per Yukari e cerca di esserle d'aiuto. Nel finale del manga, i protagonisti son cresciuti ma si capisce anche che nel frattempo Arashi e Miwako si sono sposati e hanno avuto una bambina, Erika; Yukari si è fidanzata con Hiroyuki e si stanno per sposare anche loro; Joji insieme a Isabella parte con la nave per raggiungere l'Europa.

## Personaggi

### Doppiaggio
| Personaggio                      | Voce giapponese   | Voce italiana                                       |
| -------------------------------- | ----------------- | --------------------------------------------------- |
| Yukari "Caroline" Hayasaka       | Yū Yamada         | Domitilla D'Amico                                   |
| Jōji "George" Koizumi            | Kenji Hamada      | Francesco Bulckaen, Gabriele Patriarca (da piccolo) |
| Arashi Nagase                    | Shunsuke Mizutani | David Chevalier                                     |
| Hiroyuki Tokumori                | Noriyuki Uchino   | Stefano Crescentini                                 |
| Isabella (Daisuke Yamamoto)      | Chiharu Suzuka    | Alessandra Cassioli, Federico Bebi (da piccola)     |
| Miwako Sakurada                  | Marika Matsumoto  | Letizia Scifoni                                     |
| Mikako Kōda                      | Rumi Shishido     | Antonella Baldini                                   |
| Lisa Nagase                      | Urara Takano      | Federica Bomba                                      |
| Yukino Koizumi                   | Yoshino Takamori  | Alessandra Korompay                                 |
| Seiji Kisaragi (ep. 1, 6, 11-12) | Shin'ichirō Miki  | Marco Vivio                                         |
| Alice Yamaguchi (ep. 2)          | Rumi Shishido     | Bianca Portone                                      |
| Kozue Shimamoto (ep. 7)          | Yōko Soumi        | Emanuela Rossi                                      |

## Manga
Il manga, composto da 48 capitoli chiamati stage, è stato pubblicato sulla rivista Zipper dal maggio 1999 al maggio 2003 e successivamente è stato serializzato in 5 tankōbon per conto della Shodensha, pubblicati tra l'aprile 2000 e l'agosto 2003. L'opera ha ricevuto una ristampa agli inizi del 2014 in 4 volumi.
In Italia è stato pubblicato da Planet Manga (Panini Comics) nella collana Top Manga in 10 volumetti dall'agosto 2001 al febbraio 2004. Successivamente altre due edizioni italiane, la Collection nel 2003-2004 e la Deluxe nel 2008, hanno i cinque volumi uguali ai corrispondenti giapponesi. Negli Stati Uniti è stato pubblicato da Tokyopop e da Vertical, Inc. nel 2012, in Francia da Kana, in Polonia da Waneko e in Russia da Comics Factory.

### Volumi
| Nº | Data di prima pubblicazione | Data di prima pubblicazione | Data di prima pubblicazione  |
| Nº | Giapponese                  | Giapponese                  | Italiano                     |
| -- | --------------------------- | --------------------------- | ---------------------------- |
| 1  | 7 aprile 2000               | ISBN 4-396-76219-4          | 28 agosto - 25 ottobre 2001  |
| 2  | 30 gennaio 2001             | ISBN 4-396-76240-2          | 14 gennaio - 11 marzo 2002   |
| 3  | 5 novembre 2001             | ISBN 4-396-76259-3          | 21 maggio - 2 luglio 2002    |
| 4  | 5 luglio 2002               | ISBN 4-396-76276-3          | 30 agosto - 13 novembre 2002 |
| 5  | 29 agosto 2003              | ISBN 4-396-76308-5          | 9 gennaio - 9 febbraio 2004  |

## Anime

Copertina del primo DVD dell'edizione italiana, raffigurante i protagonisti Yukari e Jōji

L'anime, prodotto dalla Madhouse, è composto da 12 episodi, andati in onda su Fuji TV dal 13 ottobre al 29 dicembre 2005. È stato successivamente raccolto in DVD e Blu-ray. La colonna sonora della serie è uscita in un CD il 21 dicembre 2005.
In Italia è stato acquistato da Panini Video, che ne ha curato anche la distribuzione su DVD, nel 2007 grazie a The Licensing Machine (divisione britannica di Panini Comics), ed è stato trasmesso in prima visione sull'emittente Cartoon Network a partire dal 30 giugno 2008. Una versione in giapponese con sottotitoli in italiano o tedesco è stata resa visibile in streaming sul canale di YouTube Panini On Screen a partire dal 2 luglio 2009 fino al 2012.

### Episodi
| Nº       | Titolo italiano Giapponese 「Kanji」 - Rōmaji   | In onda          | In onda        |
| Nº       | Titolo italiano Giapponese 「Kanji」 - Rōmaji   | Giapponese       | Italiano       |
| stage-1  | Atelier 「アトリエ」 - Atorie                   | 13 ottobre 2005  | 30 giugno 2008 |
| stage-2  | Illumination 「イルミネーション」 - Iruminēshon | 20 ottobre 2005  | 1º luglio 2008 |
| stage-3  | Il Bacio 「kiss」                               | 27 ottobre 2005  | 2 luglio 2008  |
| stage-4  | George 「ジョージ」 - Jōji                      | 3 novembre 2005  | 3 luglio 2008  |
| stage-5  | Madre 「MOTHER」                                | 10 novembre 2005 | 4 luglio 2008  |
| stage-6  | New World 「NEW WORLD」                         | 17 novembre 2005 | 5 luglio 2008  |
| stage-7  | Farfalla 「蝶」 - Chō                           | 24 novembre 2005 | 6 luglio 2008  |
| stage-8  | Tokumori 「徳森」 - Tokumori                    | 1º dicembre 2005 | 7 luglio 2008  |
| stage-9  | Designer 「デザイナー」 - Dezainā               | 8 dicembre 2005  | 8 luglio 2008  |
| stage-10 | La Rosa 「薔薇」 - Bara                         | 15 dicembre 2005 | 9 luglio 2008  |
| stage-11 | Lo Stage 「ステージ」 - Sutēji                  | 22 dicembre 2005 | 10 luglio 2008 |
| stage-12 | Futuro 「未来」 - Mirai                         | 29 dicembre 2005 | 11 luglio 2008 |

### Sigle
In Italia vengono usate le sigle originali.
Sigla di apertura
- ♥Lonely in Gorgeous♥, di Tommy february6

Sigla di chiusura
- Do You Want To, tratta dall'album You Could Have It So Much Better della band scozzese Franz Ferdinand

## Film live action
Dal manga è stato tratto un film live action uscito nelle sale giapponesi il 4 giugno 2011. Nel film Yukari Hayasaka è interpretata da Keiko Kitagawa, George da Osamu Mukai, Kaori Asō da Natsuki Katō, Miwako Sakurada da Aya Ōmasa, Arashi Nagase da Kento Kaku, Isabella Yamamoto da Shunji Igarashi e Tokumori Hiroyuki da Yūsuke Yamamoto. Il film dura 116 minuti ed è diretto da Takehiko Shinjō.